# Krajowy Związek Hodowców Szynszyli

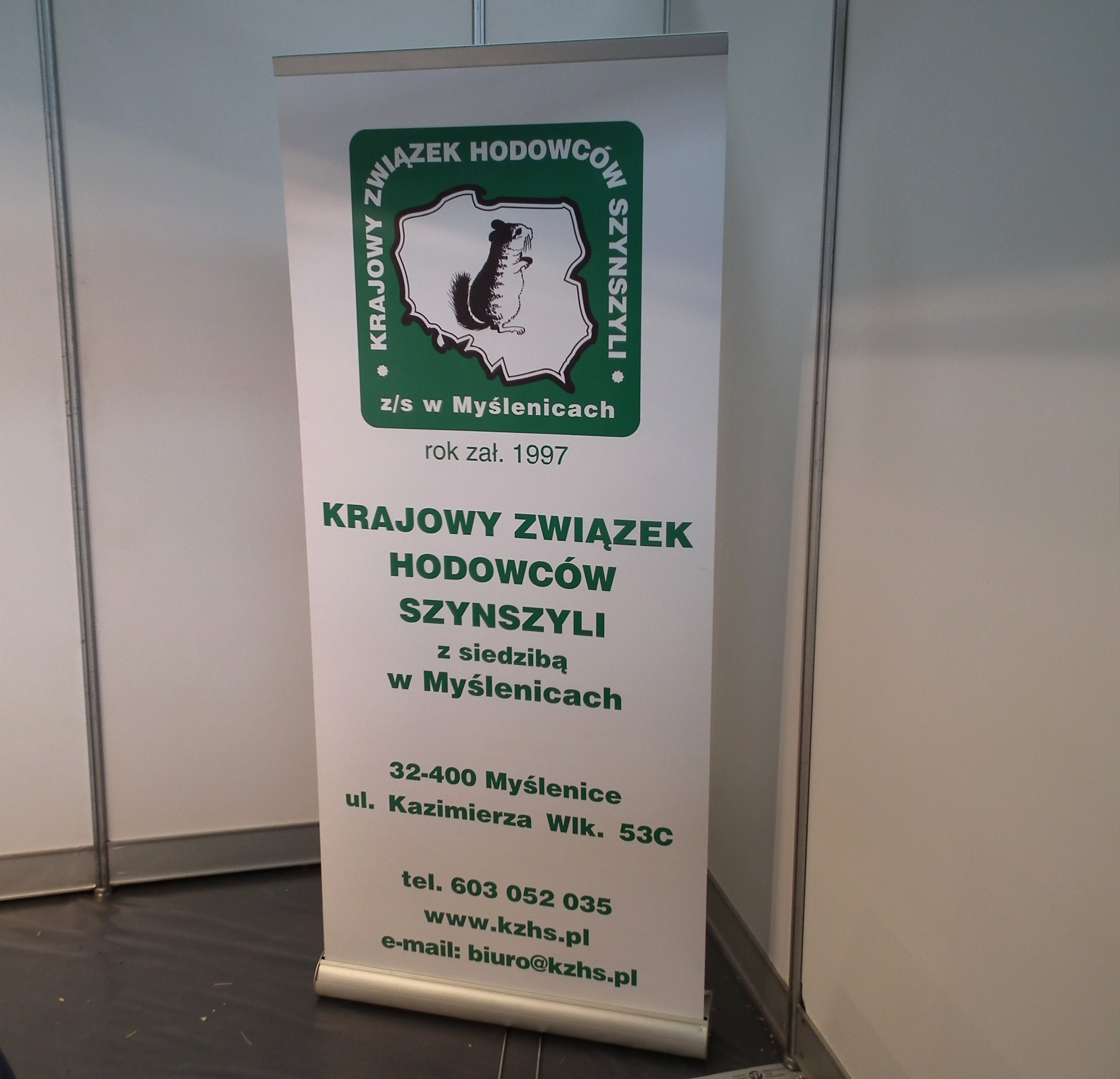
Logo Związku na XXVIII Krajowej Wystawie Zwierząt Hodowlanych w Poznaniu (2017)

Krajowy Związek Hodowców Szynszyli (KZHS) – związek branżowy zrzeszający hodowców szynszyli w Polsce. Siedziba mieści się w Myślenicach.

## Historia
Związek powstał w Myślenicach w 1995 z inicjatywy Marka Nowaka, ówczesnego kierownika najnowocześniejszej w tamtych czasach polskiej fermy szynszyli "Raba". Współinicjatorami założenia związku byli też inni hodowcy z terenu Małopolski. Ukonstytuował się wówczas Komitet Założycielski Związku Hodowców Szynszyli. Na farmie "Raba" odbywały się w początkowym okresie cykliczne wystawy zwierząt i seminaria branżowe. Związek współdziałał w organizacji Krajowych Wystaw Zwierząt Hodowlanych w zakresie ekspozycji szynszyli. W 2012, w Giżycku, na walnym zjeździe Polskiego Związku Hodowców Zwierząt Futerkowych, KZHS wszedł w jego strukturę jako autonomiczna sekcja. 

## Cele działania
Celem działania związku jest przede wszystkim popularyzacja hodowli szynszyli, a także reprezentowanie hodowców przed strukturami państwa i innymi organizacjami. Związek organizuje kursy, sympozja, wystawy i szkolenia w zakresie swojego działania. Kreuje też postęp techniczny i technologiczny, m.in. poprzez opracowywanie programów żywieniowych, czy profilaktyki weterynaryjnej. 
KZHS był członkiem założycielem Polskiej Federacji Związków Hodowców Szynszyli, a także jest członkiem Polskiego Towarzystwa Zootechnicznego. Współpracuje z domem aukcyjnym Kopenhagen Fur (Dania), Czeskim Związkiem Hodowców Szynszyli, Krajowym Centrum Hodowli Zwierząt w Warszawie, Instytutem Zootechniki w Balicach i innymi instytucjami. 

## Działalność wydawnicza
Od 2001 do 2010 związek wydawał Zeszyty Hodowlane, a od 2012 wydawany jest kwartalnik Informator dla Hodowców Szynszyli. 

## Członkowie
Od czasu powstania do 2016 wydano 900 legitymacji członkowskich. W 2016 było 204 członków związku, w tym dziewięciu honorowych (prof. Olga Szeleszczuk, dr Jacek Andrychiewicz, Janina Baluta, Stanisław Baranowski, Joanna Łada, Bożena i Grzegorz Mieleńczukowie, Władysław Mierczak, Wacław Tyliński, Alicja Woźny).